# Бойлинг (озеро)
Бойлинг (англ. Boiling) — озеро; затопленная фумарола, которая находится в национальном парке Морн-Труа-Питон, который является объектом всемирного наследия ЮНЕСКО. Находится в приходе Сент-Андру Содружества Доминика.

## География
Озеро Бойлинг расположено в 8 км от города Розо — административного центра прихода Сент-Джордж и столицы Содружества Доминика. Высота над уровнем моря — 800 м.

## Описание
Озеро Бойлинг похоже на большой резервуар, наполненный сероватой мутной кипящей водой, которая источает пар. Размеры озера — 61 на 76 метров. Воздух вокруг этого и других озёр поблизости горячий и влажный, с запахом серы. Крошечные, невидимые человеческому глазу частицы пара, которые выходят из других таких озёр и гейзеров, могут сжечь конечности.

## История
Первые наблюдения на озере Бойлинг проводились в 1870 году Эдмундом Уоттом и Генри Альфредом Альфорд Николлсом — доктором медицины. В 1875 году Генри Престо и Генри Альфреду Альфорд Николлсу было поручено исследовать озеро. Они измерили температуру воды, она оказалась равной приблизительно 180—197 градусам Фаренгейта по краям, но в центре озера, где вода активно кипит, они измерить температуру не смогли. Глубина составила 59 метров.
Периодически наблюдались колебания уровня воды и активности озера. В 1870-х годах уровень воды был довольно высоким, а в 1880 году после фреатического взрыва озеро осушилось и образовало гейзер. Следующий фреатический взрыв снизил уровень воды пополнившегося озера на 10 м с декабря 2004 года по апрель 2005 года. Однако потом уровень воды в озере снова поднялся всего за 1 сутки. Быстрое осушение и наполнение свидетельствует о том, что озеро находится на высокой относительной высоте.

## Геология
Озеро Бойлинг, находящееся на дне большой воронки, является затопленной фумаролой, то есть отверстием у подножия вулкана. В настоящее время озеро можно увидеть со скалы высотой 30 м, расположенной непосредственно над берегом озера Бойлинг. Высокие каменные стены окружают озеро и создают его бассейн.
В озеро Бойлинг впадает 2 мелких ручья, за счёт которых, наряду с атмосферными осадками, оно наполняется водой. Вода просачивается в магму и нагревается до температуры кипения.

## Пешая дорога до озера
Дороги непосредственно до озера Бойлинг нет. Для того, чтобы добраться до озера, нужно пройти около 13 км от ближайшей дороги. Поход можно разделить на 3 части, каждая из которых занимает около 1 часа:
| Часть | Начинается в/на   | Проходит через    | Заканчивается в/на               | Примечания                               |
| ----- | ----------------- | ----------------- | -------------------------------- | ---------------------------------------- |
| 1-я   | деревне Лаудат    | ущелье Тит        | реке Брэкфэст                    | Вода из реки Брэкфэст подходит для питья |
| 2-я   | реке Брэкфэст     | гора Морн-Николлс | северная часть Долины Запустения | —                                        |
| 3-я   | Долина Запустения | серные источники  | скала с видом на озеро Бойлинг   | —                                        |

## Летальные случаи
В 1900 году 2 человека задохнулись вулканическими газами и разбились.

## Известность
6 июля 2007 года Джордж Курунис стал первым человеком, который пересёк озеро Бойлинг. Он переходил через озеро по тросам над местом, где вода кипела с наибольшей силой. Это было снято для сериала Angry Planet.